# Estação Botanique

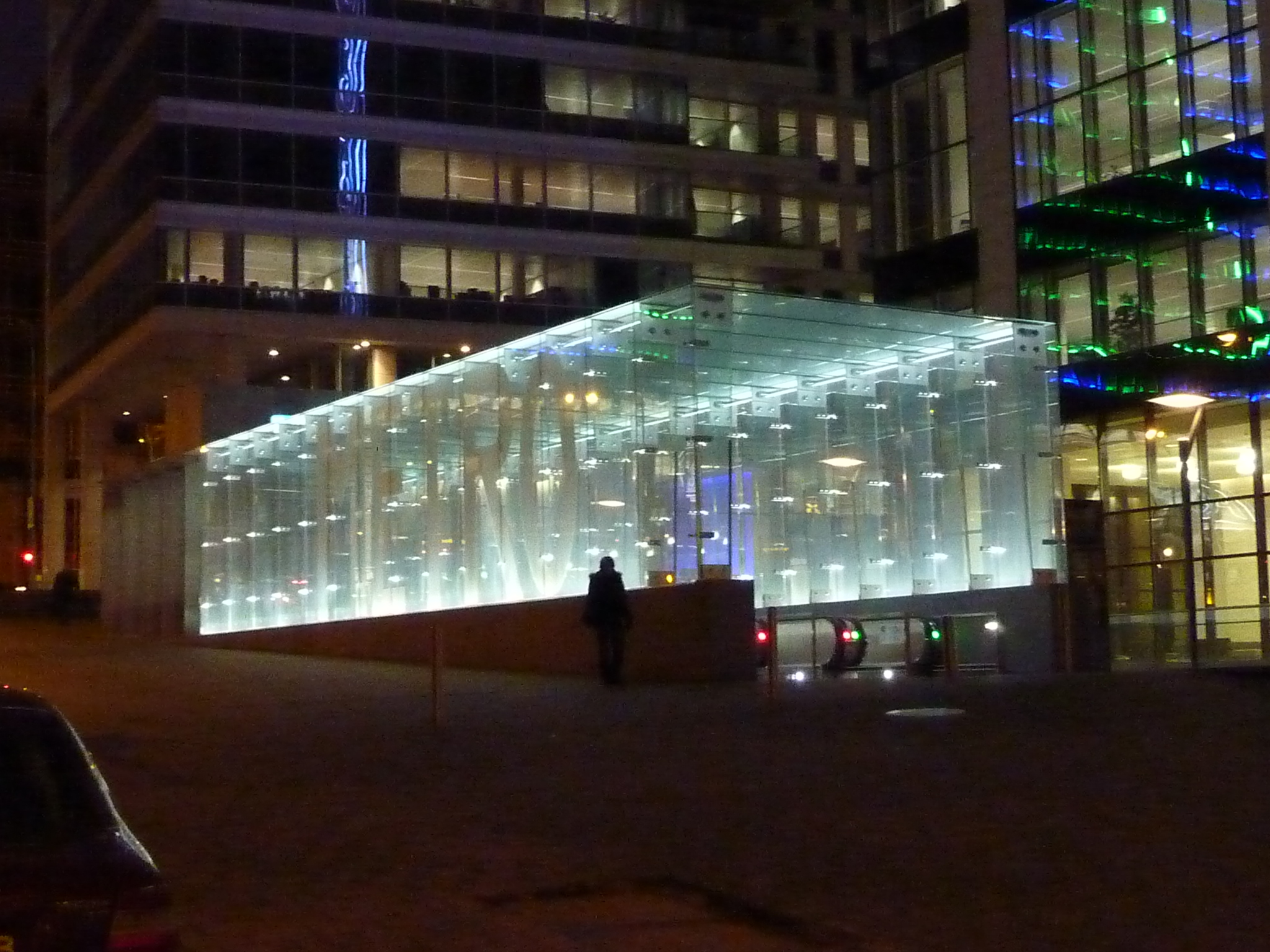
Estação Botanique

Botanique (fr) ou Kruidtuin (nl) é uma estação das linhas 2 e 6 do Metro de Bruxelas.